# Dresserus murinus
Dresserus murinus är en spindelart som beskrevs av Lawrence 1927. Dresserus murinus ingår i släktet Dresserus och familjen sammetsspindlar.
Artens utbredningsområde är Namibia. Inga underarter finns listade i Catalogue of Life.